# Шафран
 Тази статия е за билката.  За чешката асоциация вижте Шафран (чешка неправителствена асоциация).  
Шафранът е подправка, получавана от цветовете на шафрановия минзухар (Crocus sativus), културен вид минзухар от семейство Перуникови (Iridaceae). Самото растение се нарича също съкратено шафран. Трите близалца на цвета (дисталните краища на пестиците – женските репродуктивни органи на растението) и част от шийката му (стъбло, свързващо близалцата с останалата част от растението) се изсушават и се използват в готварството като подправка и оцветител. Шафранът, който от години е най-скъпата в света подправка по тегло, расте при естествени условия в Югозападна Азия. Култивиран е за първи път в района на Гърция.
Характерни за шафрана са горчивият вкус и миризмата на йодоформ или сено. Те се дължат на химическите вещества пикрокроцин и шафранал. Той съдържа също каротеноидното багрило кроцин, което дава богат златисто-жълт цвят на храната. Заради тези си качества шафранът е много търсена подправка за храни по целия свят.
Думата „шафран“ произлиза от старофренския термин от 12 век „safran“, който идва от латинското „safranum“. „Safranum“ е свързано също с италианското „zafferano“ и испанското „azafrán“. „Safranum“ идва от арабската дума „asfar“ (أَصْفَر), която означава „жълт“ чрез паронимното „za‘faran“ (زَعْفَرَان), името на подправката на арабски.

## Биология на шафрановия минзухар
Културният шафранов минзухар е цъфтящо през есента многогодишно растение, непознато в див вид. Той е стерилен триплоиден мутант на източносредиземноморския есенен минзухар Crocus cartwrightianus. Ботанически проучвания показват, че C. cartwrightianus произхожда от Крит, а не от Централна Азия, както е смятано в миналото. Шафрановият минзухар е бил обект на изкуствен подбор от хора, които са го отглеждали за ненормално дълги близалца. Тъй като са стерилни, моравите цветове на шафрановия минзухар не произвеждат жизнеспособни семена. Поради това неговото възпроизводство е изцяло зависимо от човешката намеса: луковиците трябва да се изкопаят ръчно, да се разчупят и да се засадят отново. Луковицата оцелява само един сезон и се размножава чрез деление на до десет луковички. Новите луковици впоследствие израстват до нови отделни растения. Луковиците са кафяви на цвят, до 4,5 см в диаметър, и са покрити с рогозка от успоредни влакна.
След летния период на летаргия (летуване) от земята поникват пет до единадесет тесни почти отвесни зелени листа. Те могат да достигнат до 40 см на дължина. По-късно, през есента, се образуват морави цветни пъпки. Едва през октомври, след като повечето други цъфтящи растения са изхвърлили семената си, шафрановият минзухар внезапно развива своите яркооцветени морави цветове. Цветът им може да варира от светъл пастелен светловиолетов (люляков) оттенък до по-тъмен бледоморав на ивици. При цъфтене шафрановият минзухар достига средно до 30 см височина. Във всеки цвят е тройно разклоненият пестик, завършващ с три тъмночервени близалца. На дължина те могат да са някъде между 25 и 30 мм.

## Отглеждане
Шафрановият минзухар вирее в климати, близки до средиземноморските храсталаци. Следователно той вирее и в места, подобни на северноамериканските шубраци, където над сухи и полусухи земи през лятото духат топли сухи леки ветрове. Въпреки това растението може да понася студени зими, издържайки на студове до −10 °C и кратки периоди на снежна покривка. Ако не се отглежда в места с високи валежи, шафрановият минзухар се нуждае от напояване. В Кашмир например годишните валежи са средно 1000 – 1500 мм, така че кашмирският шафран се отглежда без напояване при нормални валежи. В много по-сухите райони, където се отглежда шафранов минзухар (например в Гърция, където средните валежи са 500 мм, и Испания, където те са 400 мм), е необходимо напояване. Шафрановият минзухар обича пролетните дъждове, последвани от сравнително сухи лета. Дъждовете, падащи непосредствено преди цъфтенето обаче носят високи добиви. От друга страна, дъждът или студеното време по време на цъфтене допринасят за болести. Постоянната влага и горещина също са неблагоприятни за добива на шафран, както и ровенето от зайци, плъхове и птици. Паразити като кръгли червеи, листни ръжди и луковични плесени също застрашават реколтата.
Най-добре е да се засажда в полета, които са наклонени на юг, което осигурява максимално излагане на слънце. Шафрановите растения се нуждаят от пряка слънчева светлина и не виреят на сянка. В Северното полукълбо се сади през юни. Луковиците се засаждат на дълбочина 7 до 15 см. Добивите и качеството им се влияят от климата, дълбочината на засаждане и разстоянието между луковиците. Луковиците, засадени по-дълбоко, дават по-малко цветни пъпки и дъщерни луковици, но полученият шафран е с по-високо качество. При условията, съществуващи в Италия, засаждането на луковиците на 15 см дълбочина дава оптимални нишки шафран, а по-плиткото засаждане на 8 – 10 см дава най-много цветове и дъщерни луковици. В Италия луковиците се засаждат на 2 – 3 см разстояние. Оптималните практики на засаждане варират силно между Италия, Гърция, Мароко и Испания и са съобразени с характерния за съответната страна климат.
Минзухарите виреят най-добре в ронливи, рехави, с ниска плътност, добре напоени и добре оттичащи се глинено-варовити почви с високо органично съдържание. Традиционно се използват издигнати лехи за осигуряване на добро оттичане. В миналото органичното съдържание на почвата за отглеждане на шафранов минзухар е изкуствено повишавано с прилагане на около 20 – 30 тона естествен тор на хектар. Впоследствие са били засявани луковиците и е нямало нужда от допълнително торене. След летуването луковиците образуват тесните листа и започват да пъпкуват през есента. Едва през октомври (в Северното полукълбо) започва цъфтенето. Събирането на цветовете по необходимост е бърза работа. След цъфтенето в зори цветовете бързо увяхват под слънцето по пладне. При това всички шафранови минзухари цъфтят в кратък период от една или две седмици.Приблизително 150 цвята са нужни за 1 г сух шафран; за производството на 12 г сух шафран (72 г пресен), е необходим 1 кг цветя. Един прясно откъснат цвят дава приблизително 0,03 г пресен или 0,007 г сух шафран.

## Химия
Шафранът съдържа над 150 етерични и ароматни съединения. Той също има много неетерични активни съставки, много от които са каротеноиди, включително зеаксантин, ликопен и различни α- и β-каротени. Златистият жълто-оранжев цвят на шафрана обаче се дължи главно на α-кроцина. Този кроцин е транс-кроцетин ди-(β-D-генциобиозил) естер (систематично (IUPAC) име: 8,8-диапо-8,8-каротеноидна киселина). Това означава, че кроцинът, даващ аромата на шафрана, е дигенциобиозен естер на каротеноида кроцетин. Самите кроцини са редица хидрофилни каротеноиди, които са или моногликозилни, или дигликозилни полиенни естери на кроцетина. В същото време кроцетинът е спрегната полиенова дикарбоксилна киселина, която е хидрофобна и следователно масленоразтворима. Когато кроцетинът бъде естерифициран с две водноразтворими генциобиози (които са захари), се получава продукт, който също е водоразтворим. Полученият α-кроцин е каротеноидно багрило, което може да съставя до 10% от масата на сухия шафран. Двете естерифицирани генциобиози правят α-кроцин идеален за оцветяване на базирани на вода (немазни) храни като оризовите ястия.
Горчивият глюкозид пикрокроцин дава вкуса на шафрана. Пикрокроцинът (химична формула C16H26O7; систематично наименование 4-(β-D-глюкопиранозилокси)-2,6,6-триметилциклохекс-1-ен-1-карбоксалдехид) е съчетание от един алдехиден компонент, наречен шафранал (систематично наименование 2,6,6-триметилциклохекса-1,3-диен-1-карбоксалдехид) и един въглехидрат. Той притежава инсектицидни и пестицидни свойства и може да съставлява до 4% от сухия шафран. Показателно е, че пикрокроцинът е скъсен вариант (получен чрез окисолиза) на каротеноида зеаксантин и е гликозид на терпеновия алдехид шафранал. Червеникаво оцветения зеаксантин е между другото един от каротеноидите, естествено присъстващи в ретината на човешкото око.
Когато шафранът се суши след беритбата, топлината, комбинирана с действието на ензими, разделя пикрокроцина на D-глюкоза и свободна молекула шафранал. Шафраналът е етерично масло, което дава на шафрана голяма част от специфичната му миризма. Шафраналът е по-малко горчив от пикрокроцина и може да съставлява до 70% от етеричната фракция на сухия шафран при някои образци. Втори елемент, причиняващ миризмата на шафрана, е 2-хидрокси-4,4,6-триметил-2,5-циклохексадиен-1-он, чийто аромат се описва като „шафранов, подобен на изсушено сено“. Химиците смятат, че това е най-силният елемент от миризмата на шафрана, въпреки че той присъства в по-малко количество от шафранала. Гликозидът кроцин е водоразтворим, поради което не дава пряко жълтия си цвят на мазни вещества. Като такъв той е идеален за оцветяване на базирани на вода храни като ориз. Сухият шафран е високочувствителен към промени в киселинността и бързо се разпада химически в присъствието на светлина и окислители. Поради това той трябва да се съхранява в херметични контейнери, за да се намали контактът с атмосферния кислород. Шафранът е донякъде по-устойчив на топлина.

## История
Историята на отглеждането на шафран стига над 3000 години в миналото. Дивият предшественик на питомния шафранов минзухар е един вид есенен минзухар – Crocus cartwrightianus. Отглеждащите го хора развъждали диви екземпляри, отбирайки тези с необичайно дълги близалца. Така една стерилна мутантна форма на C. cartwrightianus, C. sativus била създадена в късната Бронзова епоха в Крит. Експертите смятат, че шафран е документиран за първи път в един асирийски ботанически справочник от 7 век пр.н.е., създаден при царуването на Ашурбанипал. Намерена е документация за използването на шафран за лекуване на около 90 болести в период от 4000 години. Шафранът е използван като подправка и лекарство в Средиземноморието оттогава, като използването и отглеждането бавно са се разпространявали към други части на Евразия, както и към Северна Африка и Северна Америка. През последните няколко десетилетия отглеждането на шафран достига и Океания.

### Гърция и Древен Рим
Минойците са обрисували шафрана в дворцови фрески около 1500 – 1600 г. пр.н.е, представяйки употребата му като лекарство. По-късно гръцките легенди разказват за морски пътешествия до Киликия. Там пътешествениците се надявали да се сдобият с това, за което смятали, че е най-ценният шафран в света. Друга легенда разказва за Крокус и Смилакс – за това, как Крокус е омагьосан и превърнат в първия шафранов минзухар. Древните средиземноморски народи, сред които египетските парфюмеристи, лекарите от Газа, гражданите на Родос и гръцките куртизанки-хетери използвали шафран в своите парфюми, мазила, путпури, гримове, жертвоприношения и лечения.
В късния елинистичен Египет Клеопатра е използвала шафран при къпане, за да доставя по-голямо удоволствие при любене. Египетските знахари са използвали шафран за лекуване на всички разновидности стомашно-чревни оплаквания. Шафранът е използван и за багрене на тъкани в левантински градове като Сидон и Тир. Римският учен Авъл Корнилий Целс предписва шафран в лекарства за рани, кашлица, колики и краста. Римляните толкова обичали шафрана, че римските колонизатори си донесли шафран, когато се заселили в южна Галия, където го отглеждали широко до падането на Рим през 271 г. Съперничещи си теории заявяват, че шафранът се връща във Франция едва през 8 век с маврите или с папството в Авиньон през 14 век.

### Азия
Бои на база шафран са открити в 50 000-годишните изображения на праисторически животни в днешен Ирак. По-късно шумерите използват див шафран в лекарства и магически еликсири. Така шафранът е бил предмет на търговия между далечни страни още преди разцвета на Минойската култура от 2-рото хилядолетие пр.н.е. Шафранът е възпят и в еврейската „Песен на песните“. Древните персийци отглеждали персийски шафран (Crocus sativus 'Hausknechtii') в Дербена, Исфахан и Хорасан към 10 век пр.н.е.. На тези места шафрановите нишки са били втъкавани в тъкани, ритуално принасяни в жертва на божествата и използвани в багрила, парфюми, лекарства и миещи средства. Шафранови нишки са разпръсквани по леглата и слагани в горещи чайове като лек срещу пристъпи на меланхолия. Чужденците се страхували от персийското използване на шафран като наркотик и афродизиак. По време на азиатските си нашествия Александър Велики използвал персийски шафран в чая, ориза и баните си като лек за бойни рани. Александровите войски му подражавали и пренесли баните с шафран в Гърция.
Теориите за достигането на шафрана до Южна Азия си противоречат. Традиционни кашмирски и китайски сведения дават дати на пристигане преди 900 – 2500 г. Междувременно много историци, изучаващи древни персийски документи датират пристигането някъде преди 500 г. пр.н.е. Те приписват това или на пренасянето на шафранови луковици от персийците за засяване на нови градини и паркове или на персийското нашествие и колонизация на Кашмир. Финикийците после продавали кашмирски шафран като багрило и лек за меланхолия. Оттам използването на шафран в храни и багрила се разпространява в цяла Южна Азия. Будистките монаси в Индия например са възприели шафраново-оцветените роби след смъртта на Буда Сидхарта Гаутама.
Историците смятат, че шафранът идва за първи път в Китай с монголските нашественици от Персия. Но шафранът се споменава в древни китайски медицински текстове, между които фармакопеята „Пън Цао“ („Велика книга за билките“) – том, датиращ от около 1600 г. пр.н.е. (и приписван на император Шен Нун), който документира 252 фитолечения за различни болести. Обаче около 3 век китайците говорят, че шафранът идва от Кашмир. Например Уан Джън, китайски лечител, пише, че „родината на шафрана е Кашмир, където хората го отглеждат главно, за да го принасят в жертва на Буда“. Уан също разказва как шафранът е използван по негово време: „Цветът на [шафрановия минзухар] повяхва след няколко дни и тогава се добива шафранът. Той се цени заради еднородния си жълт цвят. Може да се използва за ароматизиране на вино.“

### Следкласическа Европа и Америка
В Европа отглеждането на шафран спада бързо след падането на Римската империя. Шафранът се връща с навлизането на Мавърската цивилизация в Испания, Франция и Италия. По време на Черната смърт от 14 век търсенето на шафранов лек се увеличило неимоверно и е трябвало да се внесе много шафран с венециански и генуезки кораби от южни и средиземноморски страни като Родос. Кражбата на една такава доставка от благородници подпалва продължилата 14 седмици „Шафранова война“. Конфликтът и последвалия го страх от необуздано шафраново пиратство дало импулс на значително отглеждане на шафран в Базел, който започнал да процъфтява. Отглеждането и търговията стигат до Нюрнберг, където епидемичните нива на фалшификация на шафран довеждат до кодекса Safranschou, който глобявал, вкарвал в затвора и екзекутирал фалшификаторите на шафран. Скоро след това отглеждането на шафран се разпространява в Англия, особено в Норфолк и Съфолк. Есекското градче Сафрон Уолдън, кръстено на културата, в отглеждането на която се специализирало, израства като основен център за производство и търговия на шафран в Англия. Навлизането на по-екзотични продукти обаче – шоколад, кафе, чай и ванилия – вследствие на новите връзки с източни и задморски страни довежда до затихване на отглеждането на шафран в Европа. Отглеждането в значителни количества останало трайно само в Южна Франция, Италия и Испания.
Европейците донасят шафрана в Америка, когато там имигрират членовете на Швенкфелдерската църква, напускайки Европа със сандък, пълен с шафранови луковици. Наистина, швенкфелдерите са отглеждали много шафран в Европа. Към 1730 г. пенсилванските немци отглеждат шафран в цяла източна Пенсилвания. Испанските колонии в Карибско море купуват големи количества американски шафран и високото търсене води до това, че цената на шафрана на стоковата борса във Филаделфия е приравнена с тази на златото. Търговията с Карибите по-късно се проваля като последица от Англо-американската война от 1812 г., когато са унищожени много търговски кораби, превозващи шафран. Въпреки това пенсилванските немци продължават да отглеждат по-малки количества шафран за местна търговия и употреба в торти, спагети и ястия от пиле или пъстърва. Американското отглеждане на шафран оцелява до наши дни главно в пенсилванския окръг Ланкастър.

## Употреба и търговия
Шафрановият аромат често се описва от познавачите като напомняща „метален мед“ с тревисти или подобни на сено нотки, а вкусът му се усеща също като подобен на сено, но донякъде горчив. Шафранът придава светъл жълто-оранжев цвят на храните. Заради това той се използва широко в арабската, централноазиатската, европейската, индийската, иранската и мароканската кухни. Има и сладкарски изделия и спиртни напитки с шафран. Широко разпространени заместители на шафрана са шафранката (Carthamus tinctorius) и куркумата (Curcuma longa). От медицинска гледна точка шафранът има дълга история в традиционното знахарство. Без особени резултати са изследвани потенциални противоракови, антимутагенни, имуномодулиращи и антиоксидантни свойства на шафрана. Шафранът е използван и за текстилно багрило – особено в Китай и Индия, както и в парфюмерията.
Повечето шафран се отглежда в пояс, започващ от Средиземноморието на запад и достигащ до Кашмир на изток. Годишно в света се произвеждат около 300 тона шафран. Иран, Испания, Индия, Гърция, Азербайджан, Мароко и Италия (подредени в намаляващ ред по производство) са основните производители на шафран. За един килограм сух шафран са необходими 110 000 – 165 000 цвята, които се получават от засадена площ, по-голяма от две футболни игрища. За да се наберат 150 000 цвята са необходими са около 40 часа интензивен денонощен труд. След изваждане, близалцата бързо се изсушават и (за предпочитане) се запечатват в херметични контейнери. Цените на шафрана на едро и дребно варират от близо 1000 до близо 10 000 евро за килограм. В западните страни средната цена на дребно е около 1550 евро за килограм. В един килограм има между 160 000 и 450 000 нишки. Яркият тъмночервен цвят, леката влажност, еластичността, скорошната дата на събиране и липсата на отчупени парчета от нишки са белези на пресния шафран.

## Сортове
По света се отглеждат няколко сорта шафран. Испания, основен износител на шафран, по принцип произвежда меки разновидности с не толкова ярък цвят, вкус и аромат. Испанските разновидности имат търговски наименования „Spanish Superior“ и „Creme“ и се окачествяват според правителствени минимални стандарти. Повечето сортове италиански шафран са с по-силни такива характеристики. Огромната част от най-силните и ценни разновидности в света обаче идват от Гръцка Македония, Иран и Кашмир. Съединените щати например са забранили вноса на ирански шафран, а Индия е забранила износа на висококачествен шафран в чужбина. Освен това, от места като Нова Зеландия, Франция, Швейцария, Англия и Съединените щати идват различни „бутикови“ култури. В Съединените щати например пенсилванско-немският шафран, който е известен със земните оттенъци в аромата и вкуса си, се произвежда в относително малки количества.
Има и няколко типа шафран, широко смятани от потребителите за висококачествени. Например акуилският шафран (на италиански: zafferano del L'Aquila) се отглежда в района Абруцо в долината около градчето Навели. Там шафран се отглежда на около 8 хектара площ. Понастоящем това е единственото място в света, където го отглеждат. Той се отличава с формата и цвета на близалцата и пестиците си и с високото съдържание на шафранал. Те придават на акуилския шафран необичайно остър аромат. Освен това, високото съдържание на кроцин засилва много оцветяващата му способност. Акуилският шафран е донесен в Италия от Испания по времето на Инквизицията от един доминикански монах. Впоследствие до края на Средновековието акуилският шафран става един от най-търсените в Европа сортове. Но мащабното отглеждане на шафран в Италия за качество и количество е в Сан Гавино Монреале, Сардиния. Там шафран се отглежда на 40 хектара (съставлявайки 60% от италианското производство). Той има също много високо съдържание на кроцин, пикрокроцин и шафранал. Друг висококачествен шафран е кашмирският „Монгра“ или „Лача“ (Crocus sativus Cashmirianus), който е най-скъп и най-труден за намиране извън Индия. Това е заради постоянните суши, болести и неуспешни реколти в Кашмир, комбинирани със забраната за износ от Индия. Кашмирският шафран се познава по извънредно тъмния си пурпурен цвят, един от най-тъмните в света, което предполага силният му вкус, аромат и оцветителни способности.

## Оценяване
Типовете шафран се оценяват по качество според лабораторни измервания на характеристики като съдържание на кроцин (цвят), пикрокроцин (вкус) и шафранал (аромат). Други критерии са съдържанието на цветни отпадъци (т.е. съдържание в мострата на части от цвета, които не са от близалцата) и измервания на други странични съставки като неорганичен материал („пепел“). ISO, международна федерация от националните организации по стандартизация, въвежда еднороден набор от международни стандарти за оценка на шафрана. По-точно ISO 3632 се отнася изключително до шафрана. Той задава четири емпирични оценки за интензивност на цвета: IV (най-лошо), III, II и I (най-добро качество). На шафрановите мостри се дава една от тези оценки чрез установяване на съдържанието на кроцин, което се прави чрез измервания на специфичната за кроцина спектроскопична оптична плътност. Оптичната плътност {\displaystyle A_{\lambda }} се определя като {\displaystyle A_{\lambda }=-\log(I/I_{0})}, където {\displaystyle I/I_{0}} е отношението на интензивността на светлината, преминала през мострата към тази на падащата светлина (за светлина с определена дължина на вълната). Тя е мярка за прозрачността на дадено вещество.
За шафрана оптичната плътност се определя за специфичната за кроцина фотонна дължина на вълната от 440 nm в дадена суха мостра от подправката. По-високите оптични плътности при тази дължина на вълната предполагат по-голяма концентрация на кроцин и следователно по-висока оцветителна способност. Тези данни се събират от фотоспектроскопски данни от сертифицирани лаборатории от цял свят. Тези цветни оценки са производни на оценките за оптична плътност под 80 (за всеки шафран с категория IV) до 190 или повече (за категория I). Най-ценените мостри в света (избраните най-тъмночервени крайчета на близалцата, откъснати от най-качествените цветове) имат оптична плътност над 250. Пазарните цени на различните типове шафран следват пряко от тези ISO оценки. Много хора, отглеждащи шафран, търговци и потребители обаче отхвърлят такива оценки от лабораторни тестове. Те предпочитат по-холистичен метод за изпробване на партидите влакна на вкус, аромат, еластичност и други качества по начин, подобен на този, използван от дегустаторите на вино.
Независимо от тези опити за контрол на качеството и стандартизация, богатата история на фалшифицирането на шафран продължава и до днес. Фалшификация на шафран е документирана за първи път в европейското Средновековие, когато осъдените за продажба на фалшифициран шафран са били екзекутирани според кодекса Safranschou. Традиционни методи за фалшификация са примесването на други субстанции, например цвекло, влакънца от нар, боядисани в червено копринени влакна или безвкусните и без мирис жълти тичинки на шафрановия минзухар. Измамни практики са били и потапянето на истински шафранови влакна в лепкави субстанции като мед или растително масло. Но шафранът на прах е много по-податлив на фалшифициране. Куркума, червен пипер и други субстанции често са били и все още продължават да се смесват с шафрановия прах. За по-евтините мостри шафран е по-вероятно да бъдат фалшифицирани. При това за фалшификация се счита и незаконното смесване на относително евтини мостри шафран с висококачествени видове. Така в Индия богатият и висококачествен кашмирски шафран често се продава смесен с по-евтини и по-нискокачествен шафран, внесен от Иран. Тези смеси след това се продават за чист кашмирски шафран, което струва на кашмирските производители голяма част от приходите им.